# Passauerhof (Gemeinde Walterskirchen)
Der Passauerhof war ein Gutshof bei Walterskirchen und ist heute eine unbewohnte Katastralgemeinde der Gemeinde Poysdorf im Bezirk Mistelbach in Niederösterreich.
Die Katastralgemeinde befindet sich nordöstlich des Dorfs Walterskirchen. Vom Passauerhof selbst ist heute nurmehr das Fundament vorhanden.